# パタゴニアン・シープドッグ
パタゴニアン・シープドッグ（英：Patagonian Sheepdog、西：Ovejero magallánico）とはチリ原産の牧羊犬種である。チリ・ケネルクラブは本種の犬種基準を発行している 。 

## 歴史
パタゴニアン・シープドッグはヨーロッパからの入植者によってチリに持ち込まれた使役犬に由来する。その祖先の中には、ウェールズからの入植者がアルゼンチンのチュブト渓谷に連れて行ったと考えられるオールド・ウェルシュ・グレイがいると思われる。19世紀後半から20世紀初頭にチリ南部のマガジャネス・イ・デ・ラ・アンタルティカ・チレーナ州で羊飼いの仕事のために生み出された。 

## 特徴
中型犬で、パタゴニアの大草原や山々の過酷な天候から身を守るための長いラフコートを有しており、地域の厳しい気候によく適応している。